# アジアの純情
『アジアの純情』（アジアのじゅんじょう）は、2004年1月6日から同年3月16日までフジテレビで毎週火曜 24:35 - 24:58に放送されていた恋愛バラエティ番組である。

## 出演者

### 司会
- 東野幸治
- ほんこん（130R）

### レギュラー
- 蛭子能収
- 豊岡真澄
- 優木まおみ
- 下村真理

## スタッフ
- プロデューサー：佐々木将（フジテレビ）、岡本昭彦（吉本興業）
- チーフプロデューサー：清水宏泰（フジテレビ）
- 協力：NET WEB
- 制作協力：吉本興業
- 制作：フジテレビバラエティ制作センター
- 制作著作：フジテレビ